# جيرالد باترسون
جيرالد باترسون (بالإنجليزية: Gerald Patterson)‏ مواليد 17 ديسمبر 1895 في فيتش، أستراليا - الوفاة 13 يونيو 1967 في ملبورن، كان لاعب كرة مضرب أسترالي بدأ مسيرته كمحترف سنة 1914 وكان يلعب باليد اليمنى، اعتزل اللعب في 1928. سبق أن كان المصنف الأول عالمياً. كما أنه أحد أبطال الجراند سلام.

## بطولات حققها
- بطولة ويمبلدون

## النهائيات

### الفردي: 7 (الألقاب 3, الوصافة 4)
| النتيجة | السنة | البطولة                       | الأرضية | المنافس         | النتيجة                   |  |
| ------- | ----- | ----------------------------- | ------- | --------------- | ------------------------- |  |
| الوصافة | 1914  | بطولة أستراليا المفتوحة للتنس | عشبية   | آرثر أوهارا وود | 4–6, 3–6, 7–5, 1–6        |  |
| الفوز   | 1919  | ويمبلدون                      | عشبية   | نورمان بروكس    | 6–3, 7–5, 6–2             |  |
| الوصافة | 1920  | ويمبلدون                      | عشبية   | بيل تيلدن       | 6–2, 3–6, 2–6, 4–6        |  |
| الوصافة | 1922  | بطولة أستراليا المفتوحة للتنس | عشبية   | جيمس أندرسون    | 0–6, 6–3, 6–3, 3–6, 2–6   |  |
| الفوز   | 1922  | ويمبلدون                      | عشبية   | راندولف ليكت    | 6–3, 6–4, 6–2             |  |
| الوصافة | 1925  | بطولة أستراليا المفتوحة للتنس | عشبية   | جيمس أندرسون    | 9–11, 6–2, 2–6, 3–6       |  |
| الفوز   | 1927  | بطولة أستراليا المفتوحة للتنس | عشبية   | جون هوكس        | 3–6, 6–4, 3–6, 18–16, 6–3 |  |

### الزوجي المختلط: 1 (الألقاب 1)
| النتيجة | السنة | البطولة  | الأرضية | الشريك      | المنافس                    | النتيجة  |  |
| ------- | ----- | -------- | ------- | ----------- | -------------------------- | -------- |  |
| الفوز   | 1920  | ويمبلدون | عشبية   | سوزان لنجلن | إليزابيث ريان راندولف ليكت | 7–5, 6–3 |  |

## روابط خارجية
- جيرالد باترسون على موقع رابطة محترفي التنس (الإنجليزية)
- جيرالد باترسون على موقع الاتحاد الدولي لكرة المضرب (الإنجليزية)
- جيرالد باترسون على موقع كأس ديفيز (الإنجليزية)
- جيرالد باترسون على موقع قاعة مشاهير كرة المضرب الدولية (الإنجليزية)
- جيرالد باترسون على موقع اتحاد التنس الأسترالي (الإنجليزية)
- جيرالد باترسون على موقع خلاصة التنس.كوم (الإنجليزية)
- جيرالد باترسون على موقع أوليمبيديا (الإنجليزية)
- جيرالد باترسون على موقع قاعة أستراليا للمشاهير الرياضية (الإنجليزية)